# Timonius ledermannii
Timonius ledermannii är en måreväxtart som beskrevs av Theodoric Valeton. Timonius ledermannii ingår i släktet Timonius och familjen måreväxter. Inga underarter finns listade i Catalogue of Life.